# Anjou-kor

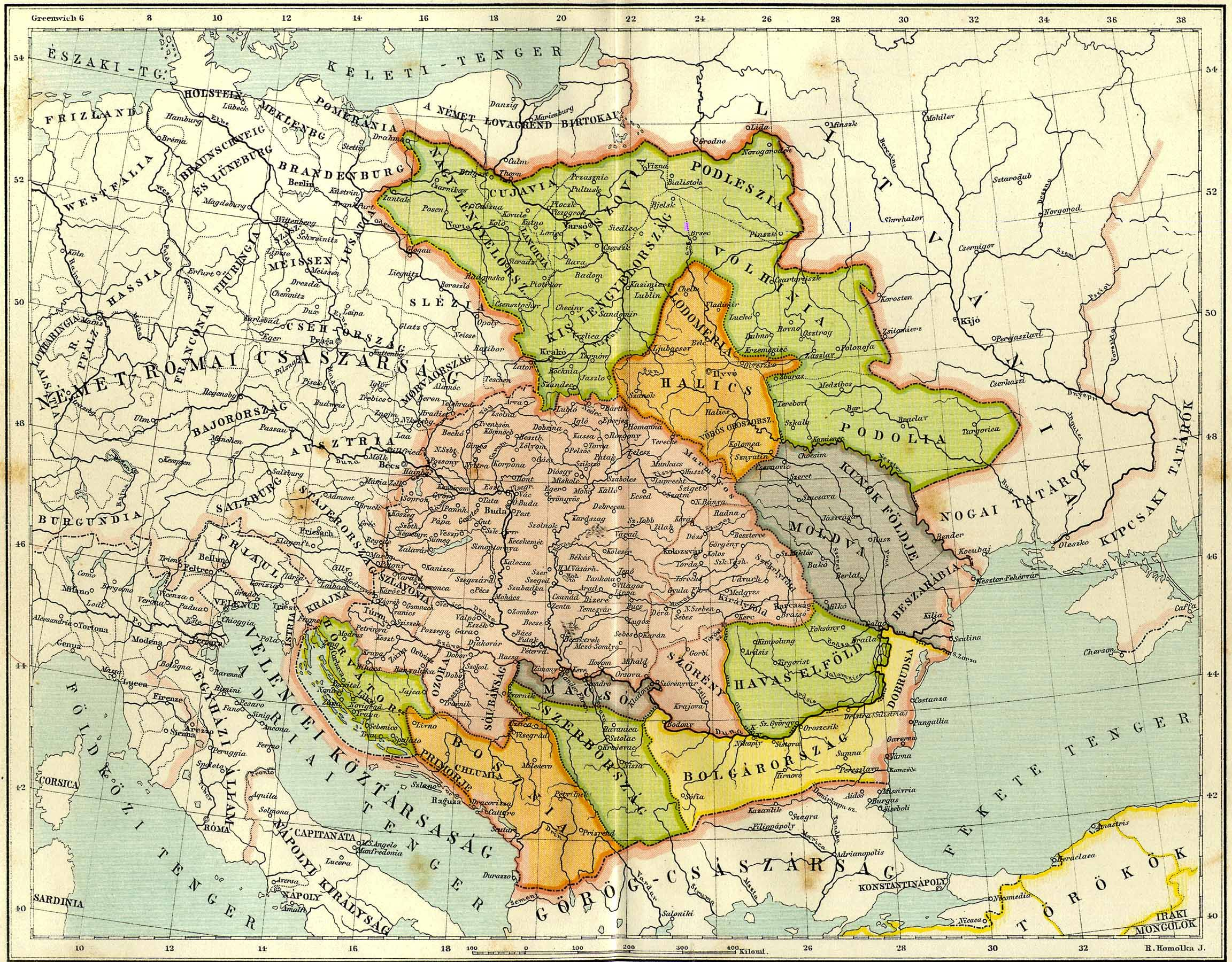
A Magyar Királyság és Lengyelország perszonáluniója, valamint a magyar vazallus államok területe Nagy Lajos uralkodása idején

A magyar történelemben Anjou-kor alatt azt az 1308 és 1395 közötti időszakot értjük, amikor a Capeting–Anjou-ház magyar királyi ágából származó Károly Róbert, Nagy Lajos és Mária királynő, valamint a durazzói ágból való Kis Károly uralkodtak a Magyar Királyságban. Az Anjou-kort megelőzte az interregnumkor (1301–1308), majd a Mária királynő férje, Luxemburgi Zsigmond után elnevezett Zsigmond-kor (1395–1437) követte.
A nápolyi király, II. Károly és Magyarországi Mária királyné fia, Martell Károly calabriai herceg már az utolsó Árpád-házi király, III. András életében fellépett vele szemben trónkövetelőként. Az ő 1295-ös váratlan halálát követően fia, Károly Róbert lépett fel uralkodóháza igényével a magyar trón birtoklására. Miután a kezdeti interregnumot követően legyőzte Cseh Vencelt és Bajor Ottót is, háromszori koronázását követően ténylegesen is sikerült elfogadtatnia magát a Magyar Királyság uralkodójaként. Fia, Nagy Lajos király uralkodása idején az ország perszonálunióba lépett a középkori Lengyelországgal. Fiúörökös hiányában Lajos országait szétosztotta leányai között, Hedvig örökölte Lengyelországot, Mária pedig Magyarországot. Mária királynő helyett édesanyja, a bosnyák Kotromanić Erzsébet királyné és Garai Miklós nádor kormányozta az országot. A nőuralom ellen fellépő déli nemesség behívta az országba III. Károly nápolyi királyt, akit Erzsébet királyné Forgách Balázs pohárnokmesterrel megmérgeztetett. A déli urak lázadását személyesen lecsillapítani akaró Máriát és Erzsébetet végül elfogták, majd az anyakirálynőt leánya szeme láttára megfojtották. Mária Luxemburgi Zsigmond feleségeként fokozatosan szorult ki a politikából, majd balesetét követően hunyt el születendő gyermekével 1395-ben. Az ő halálával zárult a magyar Anjou-kor.

## Előzmények
Bővebben: az Interregnumkor cikkben

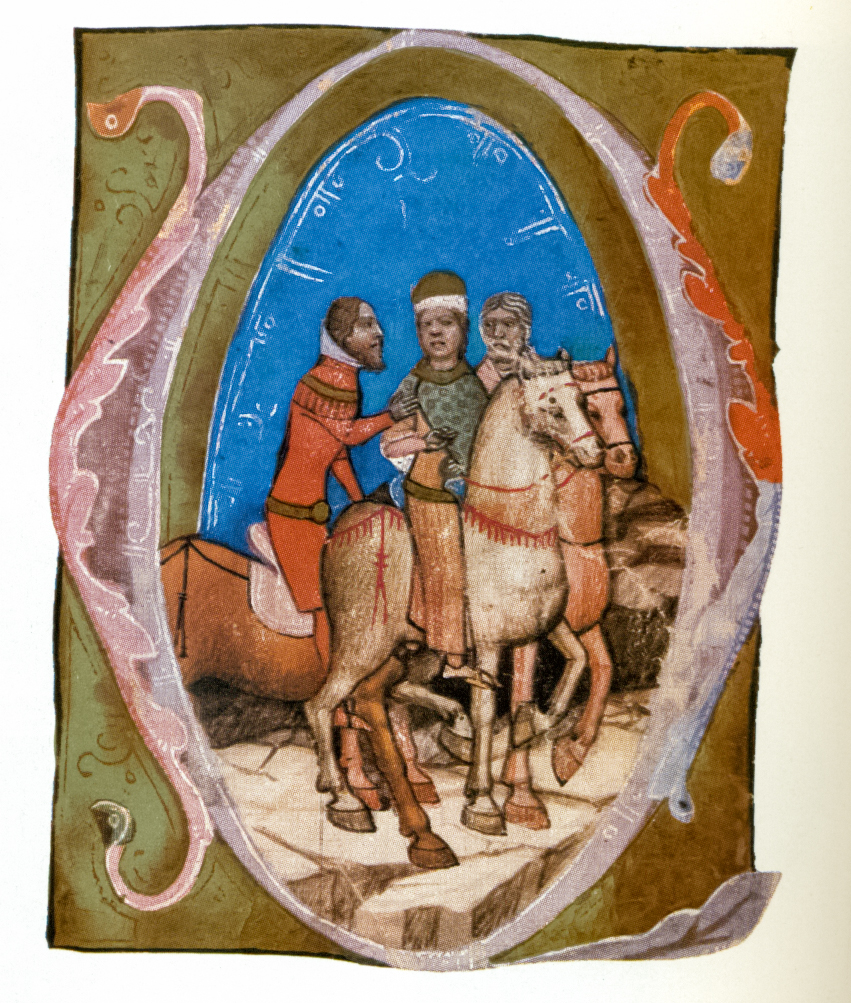
Károly Róbert herceg Magyar Királyságba érkezése a Képes krónika illusztrációjában

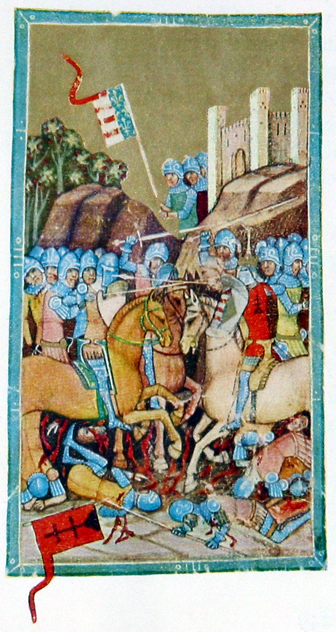
Az 1312-es rozgonyi csata ábrázolása

Az Árpád-ház 1301-es férfiágon való kihalását követően az ország jogilag egységes maradt, ám a tényleges hatalom a tartományurak kezében összpontosult. A kiskirályokként számon tartott főurak szerezték meg az országos tisztségeket (nádor, országbíró, vajda, bánok), valamint sajátjukként kezdték kezelni a méltóságaik révén birtokolt királyi várakat. A király halálát követően úgy gondolták, az ő joguk lesz az új uralkodó megválasztása is.
Velencei András király Árpád-házból való származását már élete és uralkodása alatt is vitatták, így már 1301-es halálát megelőzően igényelték az Árpád-házzal leányágon rokon dinasztiák különböző tagjai a magyar trónt: a Přemysl-házból való Vencel cseh királyi herceg, a Wittelsbach-házi Ottó bajor herceg, és a Capeting–Anjou-házból származó Martell Károly calabriai herceg, majd az ő 1295-ös váratlan halálát követően fia, Károly Róbert herceg.

## Károly Róbert kora (1308–42)
Főcikk: I. Károly magyar király

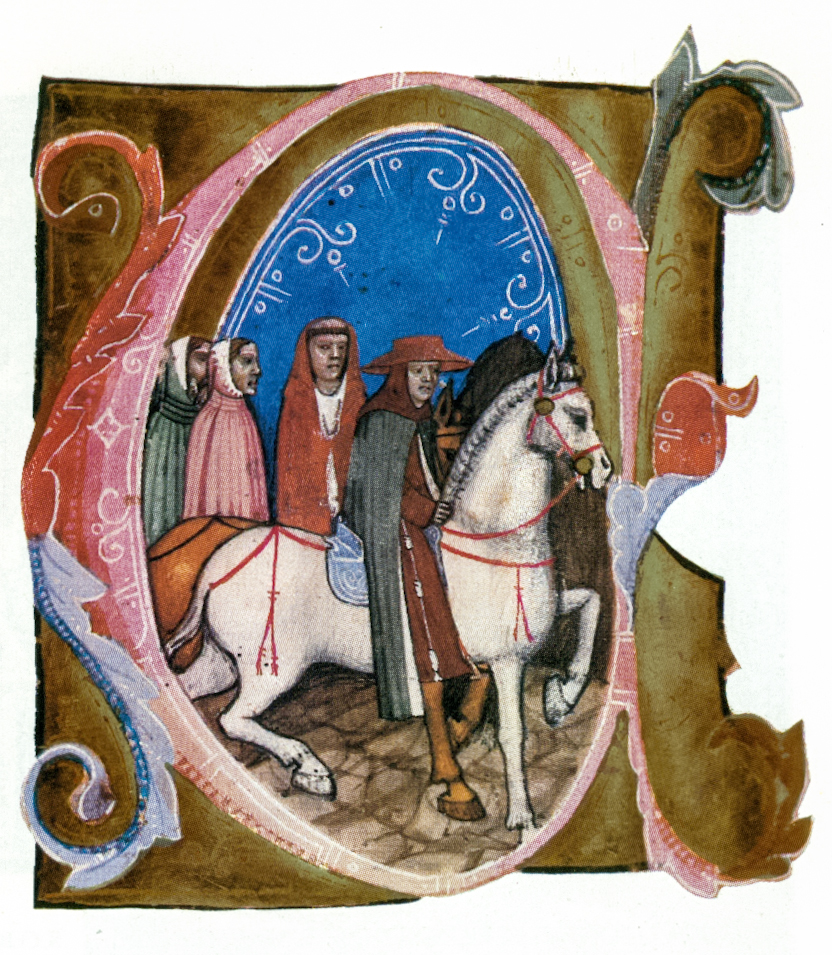
Gentile da Montefiore bíboros érkezik az országba, hogy a pápa követeként tárgyaljon a tartományurakkal

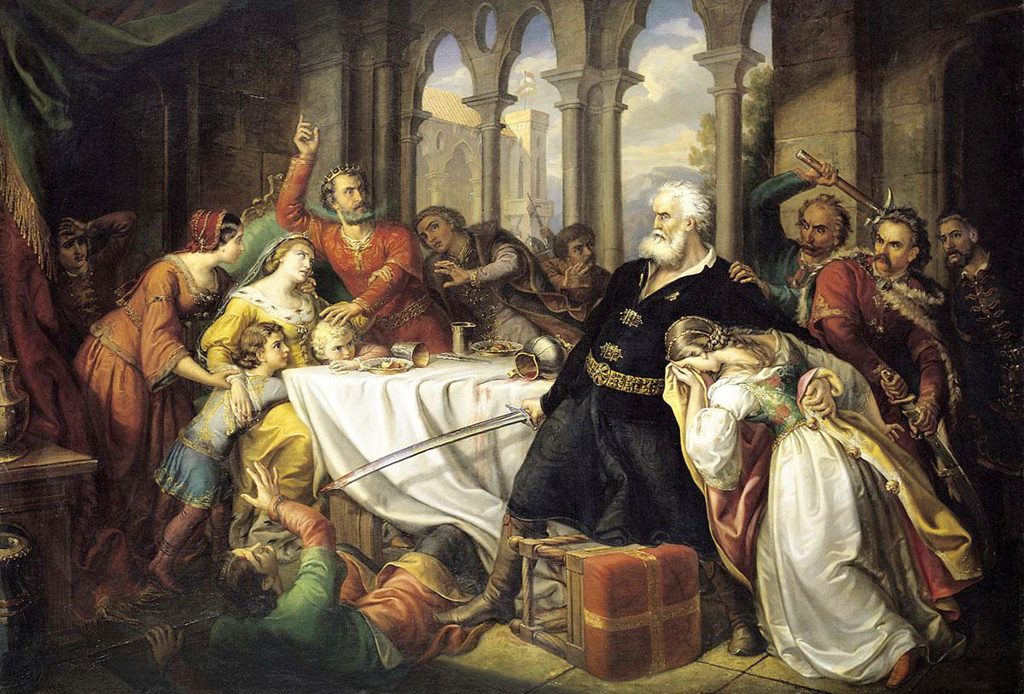
Záh Felicián merénylete a királyi család ellen, Orlai Petrich Soma (1860)

Anjou Károly Róbert Nápolyi Királyságban székelő családja a pápa hűbéresekén a szentszék, valamint az itáliai bankárok és a magyar főpapság támogatását bírta. András király halálakor egy kisebb csapattal gyorsan Esztergomba vonult, ahol a választott esztergomi érsek, Bicskei Gergely egy alkalmi koronával meg is koronázta 1301 tavaszán. A tartományurak arra hivatkozva, hogy nem a Szent Koronával történt a szertartás, nem ismerték el a nélkülük meghozott döntést. A pápa egy követet küldött Gentile da Montefiore bíboros személyében az országba, aki Csák Máté és Kőszegi Henrik tartományurakkal is tárgyalt Károly támogatásáról. 1308-ban a pesti domonkos kolostorban tartott gyűlés végül az ország királyának ismerte el. Ezt követően még két alkalommal, 1309. június 15-én Budán, valamint utolsóként, immár érvényesen, Székesfehérvárott 1310. augusztus 27-én koronázták meg. Első udvarát még az interregnum alatt Temesváron rendezte be, ügyelve arra, hogy udvartartásának főbb méltóságait, Drugeth Fülöp kivételével, az őt támogató magyar főurak közül válassza ki, ilyen volt a Csák nembeli Ugrin, Nekcsei Demeter és Szécsényi Tamás is.
Miután Csák Máté a harmadik koronázáson nem jelent meg, helyette a király és familiárisainak birtokait fosztogatta, Károly minden magas rangú pozíciójából felmentette őt, a pápai követ, Gentile bíboros pedig kiközösítette. Miután hatalma ellen a kezdetben őt támogató Aba nembeli Amadé nádor és családja is fellázadt, a Kassán 1311 szeptemberében kitört tömegverekedés áldozatául esett Amadé nádor fiai hűbéruruknak fogadták Csák Mátét, és egyesítették vele csapataikat. Őket Károly 1312. június 15-én győzte le a rozgonyi csata során. Az eseményt követően Csák Máté hatalma is meggyengült, ám annak teljesen csak 1321-es halála vetett véget, melyet követően Károly az ország északi részét is ellenőrzése alá tudta vonna, áthelyezve a királyi székhelyt Visegrádra. Már itt, a visegrádi királyi palotában került sor 1330. április 17-én a Záh Felicián által sikertelenül véghezvitt, a királyi család ellen megkísérelt merényletre. Megtorlása jeleként Károly a Záh nemzetségen állt bosszút, tagjait harmadíziglen megölték, a távolabbiakat jószágvesztésre ítélték.
Az 1330-as évektől Károly Róbert arra törekedett, hogy kibékítse a korábban szemben álló lengyel és cseh uralkodókat. Ennek hatására tartották az 1335-ös visegrádi királytalálkozót, ezzel szövetség és kereskedelmi együttműködés lépve fel a három ország között. Emellett a lengyel és a magyar fél 1339-ben örökösödési szerződést is kötött: amennyiben III. Kázmér lengyel király fiúutód nélkül hal meg, Károly egyik fiára száll a trón. Az egyezmény következményeként jött létre 1370-ben a perszonálunió a két királyság között Károly fiának, a későbbi Nagy Lajosnak vezetésével.
Károly Róbert összesen négyszer házasodott. Első hitvese Halicsi Mária lett, akitől nem születtek gyermekei. Második felesége a lengyel Piast-dinasztiából származó Beuteni Mária volt, akitől feltételezhetően több leánya is született, köztük talán Katalin hercegnő, Świdnica későbbi hercegnéje. Harmadik házastársa János cseh király leánya, Luxemburgi Beatrix lett, aki azonban 1319-ben első gyermekükkel együtt elhunyt a szülés során. Ezt követően Károly szintén a Piastok egy tagját, I. Ulászló lengyel király leányát, Łokietek Erzsébetet vette feleségül 1320. július 6-án Budán. Házasságukból számos utód született, köztük a későbbi I. Lajos magyar király, továbbá András calabriai herceg és István, Szlavónia hercege is. Ezen felül Károlynak egy illegitim, házasságon kívüli gyermeke is ismert egy Csepel-szigeti ágyasától, a későbbi Kálmán győri püspök.
Károly végül 1342. július 16-án hunyt el Visegrádon. A székesfehérvári Nagyboldogasszony-bazilikában temették el.

## Nagy Lajos kora (1342–82)
Főcikk: I. Lajos magyar király

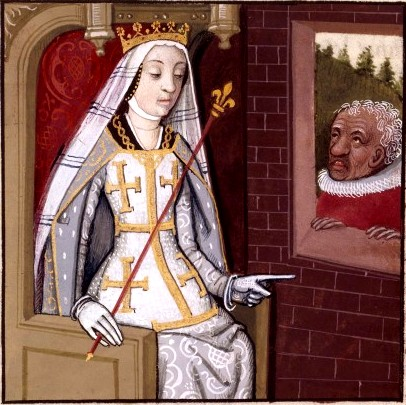
I. Johanna királynő, a Nápolyi Királyság uralkodója, Lajos király nagy ellenfele

Lajos tizenhat éves korában, apja politikájának köszönhetően erős gazdasággal örökölte meg a trónt. Már 1343-ban rászakadt a nápolyi örökség gondjai. Az apja által megkötött szerződések értelmében a nápolyi trónt Johanna és Lajos király öccse, András herceg örökölte volna. Ennek ellenére Johanna apja, Róbert nápolyi király végrendeletében leányára hagyta a Nápolyi Királyságot, András herceget a királynő férje titulus illette csak meg.

## Mária királynő uralkodása (1382–85, 1386–95)
Főcikk: Mária magyar királynő

## Kis Károly ötvenöt napja (1385–86)
Főcikk: II. Károly magyar király

## Az Anjou-kor gazdasága
1323-ban Károly Róbert bevezette az ezüst dénárt, mely értékálló pénznek bizonyult, majd 1325-ben, firenzei mintára, firenzei mesterekkel elkezdte az aranyforint veretését. Az Árpád-házi királyoktól eltérően Károly Róbert nem élt az évi pénzrontással, helyette 1336-ban bevezette a kapuadót, valamint a kereskedelmet érintő huszad- illetve harmincadvámot.
A Magyar Királyság igen gazdag volt nemesfémekben, ezüst- és aranybányászata meghatározó volt a korabeli Európában, így Károly Róbert megpróbálta érdekeltté tenni a földesurakat a bányászatban, 1327-től az urbura egy harmadát a király azon földesúrnak adta akinek a földjén a bánya üzemelt. Ekkor vették művelés alá a körmöci aranybányákat, amelyek az 1370-es évekig a politikai aktivitás pénzügyi fedezetét biztosították.
1335-ben Károly Róbert tető alá hozta a Visegrádi királytalálkozót, ahol III. Kázmér lengyel királlyal és Luxemburgi János cseh királlyal megállapodott egy Bécsett elkerülő biztonságos kereskedelmi útvonalról.
A 14. században a várak és váruradalmak mintegy fele (150 körül) királyi tulajdonban volt, amit Erdélyben a vajda, Szlavóniában a bán az ország többi területén pedig a király által megbízott változó tisztségviselők irányítottak. A 15. század végére a király kezén csupán a várak és uradalmak töredéke maradt (1498-ban 26).

## Anjou-kori külpolitika
Folytatódott az Árpád-házi uralkodók hagyományos balkáni politizálása: Macsó, Bosznia, Dalmácia irányába terjeszkedtek a magyar királyok. A lengyel trón 1370-es megszerzésével elkezdődött a magyar és egy szomszédos nyugati keresztény ország trónja egyesítésének rendszere. Sikertelen kísérlet történt a magyar és a nápolyi trón egyesítésére. A két román fejedelemséggel szemben az Anjouk kudarcot vallottak: Havasalföld és Moldva részben a velük való harcokban ekkor vált önálló országgá.

## Uralkodók
Lásd még: Magyarország uralkodóinak listája
| Uralkodó                                   | Portré | Uralkodása                                 | Uralkodási évei        | Koronázása                                            | Megjegyzés                                                                                               |
| ------------------------------------------ | ------ | ------------------------------------------ | ---------------------- | ----------------------------------------------------- | --- |
| I. Károly horvátul: Karlo I. (1288–1342)   |        | 1308. november 17. – 1342. július 16.      | 33 év, 6 hónap, 30 nap | 1310. augusztus 27. Koronázóbazilika                  | V. István magyar király dédunokája, Martell Károly, Calabria hercege és Habsburg Klemencia hercegnő fia. |
| I. Lajos horvátul: Ludovik I. (1326–1382)  |        | 1342. július 16. – 1382. szeptember 10.    | 40 év, 3 hónap, 24 nap | 1342. július 21. Koronázóbazilika                     | I. Károly magyar király és Łokietek Erzsébet királyné fia.                                               |
| Mária horvátul: Marija (1371–1395)         |        | 1382. szeptember 10. – 1385. december. 31. | 3 év, 3 hónap, 21 nap  | 1382. szeptember 17. Koronázóbazilika                 | I. Lajos magyar király és Kotromanić Erzsébet királyné leánya.                                           |
| II. Károly horvátul: Karlo II. (1345–1386) |        | 1382. szeptember 10. – 1383. február 24.   | 1 hónap, 24 nap        | 1385. december 31. Koronázóbazilika                   | Lajos, Durazzo hercege és Sanseverinói Margit fia.                                                       |
| Mária horvátul: Marija (1371–1395)         |        | 1383. február 24. – 1395. május 17.        | 9 év, 2 hónap, 23 nap  | Második regnálása alatt nem koronázták meg mégegyszer | 1387-től társuralkodója férje, Luxemburgi Zsigmond.                                                      |

Uralkodók házastársai
- Halicsi Mária (1308–09)
- Beuteni Mária (1311–17)
- Luxemburgi Beatrix (1318–19)
- Łokietek Erzsébet (1320–42)
- Luxemburgi Margit (1347–49)
- Boszniai Erzsébet (1353–82)
- Orléans-i Lajos (jegyes) (1385)
- Luxemburgi Zsigmond (1385–87)
- Durazzói Margit (1385–86)

## Országos főtisztségviselők
Nádor
- Csák Máté (1297–1322)
- Ákos István (1301–07)
- Kőszegi Iván (1302–07)
- Aba Amadé (1302–10)
- Rátót II. Loránd (1303–07)
- Péc Apor (1304–07)
- Borsa Kopasz (1306–14)
- Rátót Domokos (1314–20)
- Debreceni I. Dózsa (1322)
- Drugeth Fülöp (1323–27)
- Drugeth János (1328–33)
- Drugeth Vilmos (1333–42)
- Gilétfi Miklós (1342–56)
- Kont Miklós (1356–67)
- Oppelni László (1367–72)
- Lackfi Imre (1372–75)
- Garai Miklós (1375–85)
- Szécsi Miklós (1385–86)
- Lackfi II. István (1387–92)
- Jolsvai Leusták (1392–97)

Országbíró
- Csák Ugrin (1304?–11)
- Csák János (1311–14)
- Hermány Lampert (1314–24)
- Köcski Sándor (1324–28)
- Nagymartoni Pál (1328–49)
- Szécsényi Tamás (1349–54)
- Drugeth Miklós (1354–55)
- Szécsi Miklós (1355–59, 1369–72, 1381–84)
- Csák Miklós (1359)
- Bebek István (1360–69)
- Szepesi Jakab (1372, 1373–80)
- Czudar Péter (1372–1373)
- Szentgyörgyi Tamás (1385)
- Kaplai János (1385, 1392–95)
- Bebek Imre (1386–92)
- Szécsényi Simon (1395)

Esztergomi érsek
- Bicskei Gergely (1298–1303)
- Bői Mihály (1303–04)
- Tamás (1305–21)
- Toszeki Boleszláv (1321–28)
- Dörögdi Miklós (1329–30)
- Telegdi Csanád (1330–49)
- Vásári Miklós (1350–58)
- Keszei Miklós (1358–66)
- Telegdi Tamás (1367–76)
- De Surdis János (1376–78)
- Demeter (1378–87)
- Kanizsai II. János (1387–1418)